# BWF Marzahn
Die Berliner Werkzeugmaschinenfabrik in Berlin-Marzahn (BWF Marzahn) war ein Hersteller von Universal-Innenrundschleifmaschinen, Spezial-Innenrundschleifmaschinen für die Wälzlagerindustrie, sowie von Drehautomaten und Industrierobotern. Das Werk wurde 1993 von der Treuhandanstalt an die Körber AG verkauft und nach einigen Umstrukturierungen 2004 geschlossen. Das Werk entstand aus folgenden drei Vorgängerfirmen:

## Hasse & Wrede
Die Firma Hasse & Wrede Maschinenfabrik GmbH wurde am 1. Juli 1897 durch Carl Hasse mit 30 Beschäftigten mit Sitz in Berlin-Wedding gegründet. Als wichtiger Rüstungsbetrieb erwarb Hasse & Wrede 1940 von der Stadt Berlin ein Grundstück von 347.000 m² in Bürknersfelde (heute Berlin-Marzahn) und baute eine neue Werkhalle mit 200 × 200 m² sowie angrenzende Verwaltungsgebäude. Ab 1942 wurden Hartmetalldrehbänke, Vierspindeldrehautomaten Trommelrevolverdrehbänke und weitere Maschinen und Teile für die Rüstungsproduktion mit ca. 4000 Beschäftigten (teilweise ausländische Zwangsarbeiter) hergestellt.
Das Werk blieb außer einem geringfügigen Bombenschaden bis zum Ende des Zweiten Weltkriegs unzerstört. Das Werk wurde am 30. Oktober 1945 sequentiert (unter sowjetischer Verwaltung gestellt) lt. Festlegung der Alliierten in Bezug auf die Behandlungsweise deutscher Rüstungsbetriebe. 1946 erfolgte die Demontage der Werkhalle einschließlich sämtlicher Anlagen und Maschinen sowie des kompletten Heizhauses.
1948 begann in den heutigen Waschkauen West die Wiederaufnahme der Produktion unter der Deutschen Treuhandverwaltung mit wenigen Beschäftigten zur Wiederherstellung alter Maschinen. 1952 erfolgte die Umbenennung des Betriebes in VEB Berliner Drehautomatenwerk.

## G. Kärger Werkzeugmaschinenfabrik
1872 gründete Gustav Kärger die Werkzeugmaschinenfabrik G. Kärger in Berlin. 1888 erwarb Gustav Kärger ein Grundstück in der Krautstr. 52 auf dem er ein Fabrik- und Wohngebäude errichtete. Ab 1893 produzierten dort 150 Beschäftigte Drehbänke mit einem Exportanteil von 18 %. In den 1920er Jahren stieg die Belegschaft ständig an und erreichte 1934 schon mehr als 500 Arbeitsstellen. Es wurden Mechaniker-, Leitspindel- und Revolverdrehbänke sowie weitere Werkzeugmaschinen hergestellt. Ab 1926 gehörte die Fabrik zum Philips-Konzern. Das Werk erhielt während des Zweiten Weltkriegs erhebliche Bombenschäden und wurde ab 1945 für Reparationszahlungen an die Sowjetunion demontiert. 1945 wurde der Betrieb der Deutschen Treuhandverwaltung unterstellt und ab 1949 unter dem Namen Berliner Werkzeugmaschinenfabrik (BWF) mit anderen Betrieben der VVB Werkzeugmaschinen und Werkzeuge (VVB WMW) zugeordnet.

## Karl Jung GmbH
Die Firma Karl Jung GmbH wurde 1921 in der Köpenicker Str. 48/49 gegründet zur Herstellung von Dreibackenfuttern und Schleifmaschinen. Von 120 Beschäftigten 1934 stieg die Belegschaft auf 600 Beschäftigte 1939 an. Das Werk wurde im Zweiten Weltkrieg stark zerstört und nach der Enteignung 1948 als „Reparaturwerk Jung“ weitergeführt. Ab 1949 firmiert die Firma Jung als VEB Schleifmaschinenbau Berlin. 1951 erfolgte der Zusammenschluss des VEB Drehautomatenwerk und des VEB Berliner Werkzeugmaschinenfabrik zur VEB Berliner Werkzeugmaschinenfabrik Marzahn. Auf dem Gelände in Marzahn wurde eine Behelfshalle zur Produktion von Drehmaschinen und Radialbohrmaschinen errichtet.

## Wiederaufbau der Werkhalle der BWF Marzahn
1958 wurde beschlossen, die demontierte Werkhalle auf dem Gelände der Berliner Werkzeugmaschinenfabrik Marzahn wiederaufzubauen. Ende April 1963 erfolgte der Umzug aller Maschinen aus dem Werk in der Köpenicker Straße und der Krautstraße in die neue Halle in Berlin-Marzahn. 1968 wurde das VEB Schleifmaschinenkombinat Berlin gegründet und 1969 erfolgte die Bildung des Werkzeugmaschinenkombinates „7. Oktober“, in der die Berliner Werkzeugmaschinenfabrik (BWF) eine Betriebsstätte wurde.
Unter dem langjährigen Betriebsdirektor Fred Dellheim und dem Direktor für Forschung und Entwicklung, Werner Bahmann, entwickelte sich die BWF mit bis zu 2600 Mitarbeitern zu einem führenden Betrieb im Werkzeugmaschinenbau. Das Produktionsprofil des Werkes waren hauptsächlich Innenrundschleifmaschinen für die Wälzlagerindustrie und Universal-Innenrundschleifmaschinen sowie Einspindeldrehautomaten und ab den 1980er Jahren Industrieroboter.

## Schleifringverbund und Verkauf an die Körber AG
1992 wurde von der Treuhandanstalt der Schleifringverbund mit vier ostdeutschen Schleifmaschinenherstellern gegründet: MIKROSA Leipzig, Schleifmaschinenwerk Chemnitz, Wema Glauchau und BWF Berlin. 1993 verkaufte die Treuhandanstalt die Schleifring-Gruppe an die Körber AG in Hamburg. BWF spezialisierte sich auf NC-gesteuerte Universal-Innenrundschleifmaschinen, Wälzlager-Rundschleifmaschinen und Feinziehschleifmaschinen. 1992 erfolgte der Umzug in die Hallen der Berliner Vergaserwerke, die in den 1980er Jahren hinter dem BWF-Gelände neu errichtet wurden. Nach dem Umzug arbeiteten in BWF noch ca. 500 Mitarbeiter, die im Laufe der Zeit weiter auf ca. 300 Kollegen abgebaut wurden. Das Produktionsprofil wurde reduziert, die Produktion von Feinziehschleifmaschinen wurde eingestellt. Die Hauptproduktion waren NC-gesteuerte Universal-Innenrundschleifmaschinen für die Automobilindustrie. Die Auftragslage für die Wälzlager-Rundschleifmaschinen verschlechterte sich und schließlich wurde auch diese Produktion eingestellt.

## Entwicklung und Produktion der Stratos Maschine
Ab 1995 begann die Entwicklung einer neuen Maschine mit dem Ziel, Hartfeindrehen und Schleifen auf einer Maschine durchzuführen. In Zusammenarbeit mit der Hochschule für Technik und Wirtschaft Berlin (FHTW Berlin), unter Leitung von Werner Bahmann wurden technologische Untersuchungen durchgeführt. 1999 wurde der erste Prototyp auf der Stuttgarter Maschinenbaumesse ausgestellt und hatte großen Zuspruch. Im Jahr 2000 erfolgte der Zusammenschluss der Körber-Betriebe Schaudt Stuttgart, Mikrosa Leipzig und BWF Berlin zum neuen Betrieb Schaudt Mikrosa BWF GmbH mit Hauptsitz Stuttgart. Jeder einzelne Betrieb sollte eigenständig bleiben. Die neuentwickelte Maschine, genannt Stratos, wurde nunmehr vorwiegend an die Autoindustrie geliefert, die die bisher von Schaudt gelieferten Maschinen verdrängten. Mit dieser Maschine war die Auftragslage sehr gut und der Betrieb in Marzahn konnte Gewinne erwirtschaften. Mit den vorhandenen Arbeitskräften konnten die vorhandenen Aufträge nicht zeitgerecht ausgeführt werden.

## Schließung des Werkes in Marzahn
Im August 2003 wurde die Schließung des Standortes Berlin-Marzahn durch die Körber AG Hamburg bekanntgegeben. Die Auftragslage war zu diesem Zeitpunkt bei Schaudt Stuttgart wesentlich schlechter, aus Sicht der Körber AG jedoch in den alten Bundesländern bekannter als die BWF Marzahn. Für beide Betriebe reichte das Auftragsvolumen nicht aus. Trotz erheblichen Widerstandes seitens der Belegschaft, erfolgte im Jahr 2004 die Schließung der ursprünglichen Berliner Werkzeugmaschinenfabrik. Einzelne Erfahrungsträger konnten nach der Schließung bei Studer oder bei der Firma Schaudt arbeiten. Den Bau der Stratos Innenrundschleifmaschinen übernahm die Firma Studer. Die Firma Schaudt in Stuttgart wurde als Nachfolgebetrieb im Jahr 2009 ebenfalls geschlossen.

## Personen
- Fred Dellheim Betriebsdirektor der BWF Marzahn